# The Graduate Live
『The Graduate Live』（ザ グラジュエイト ライブ）は、日本のAORバンドであるカルロス・トシキ&オメガトライブによる、解散前に収録したライブ・アルバム。1991年4月10日に、ワーナー・パイオニアから発売された。

## 解説
カルロス・トシキ&オメガトライブの解散前である1991年2月21日、渋谷公会堂で収録された解散コンサートの楽曲を収録。CD2枚組にて発売。36ページ写真集が封入されている。
21曲が収録されており、1986オメガトライブの楽曲も含め過去のオリジナル・アルバムから選曲されているが、『DOWN TOWN MYSTERY』からは同名シングルも含め1曲も演奏されなかった。
本作CDは既に廃盤となっているが、現在では音楽配信に対応している。

## 再発盤
2005年発売のボックス・セット『1986 OMEGA TRIBE CARLOS TOSHIKI&OMEGA TRIBE COMPLETE BOX "Our Graduation"』にも収録されている。

## ディスクジャケット
ジャケットは、草原にサーフボードが置いてあり、草原に膝を立てて遠くを見ている少年の後ろ姿の写真が採用されている。サイドキャップのキャッチコピーは「さようなら。あの夏のサーフサイドへ続く2,000人の大合唱。」

## 収録曲
各曲の詳細はリンクを参照のこと。

### DISC 1
1. Backstage Chat[3]（5:32）[2]
2. Navigator（6:49）[2]
3. Older Girl（4:06）[2]
4. Crystal Night（4:06）[2]
5. Lady Free（4:50）[2]
6. 失恋するための500のマニュアル（4:04）[2]
7. Brilliant Summer（2:26）[2]
8. 太陽を追いかけて（4:05）[2]
9. Dear Favorite Music（5:55）[2]
10. Your Graduation（3:45）[2]
11. Night Child（5:35）[2]

### DISC 2
1. REIKO（English Version）（5:55）[2]
2. Automation（5:31）[2]
3. Counterlight（4:40）[2]
4. Bad Girl（4:59）[2]
5. MISS DREAMER（4:12）[2]
6. ツーアウト・フルベース（4:57）[2]
7. アクアマリンのままでいて（4:36）[2]
8. Be Yourself（7:58）[2]
9. Super Chance（7:53）[2]
10. 君は1000%（4:45）[2]